# Ådalen 1973
Ådalen 1973 är en svensk dokumentärfilm från 1973 i regi av Ulla Forstenberg, Ola Olsson, Jan Pehrson, Irene Wolter och Agneta Fagerström. Filmen skildrar Ådalen med hjälp av dokumentära bilder.